# Leopold Mannes
Leopold Mannes (26. prosince 1899 – 11. srpna 1964) byl americký hudebník. Spolu s Leopoldem Godowskym vynalezli fotografický barevný reverzní film kodachrome, přičemž to komentovali, že „Kodachrome byl vyroben Bohem a člověkem“.